# Farax Aben Farax

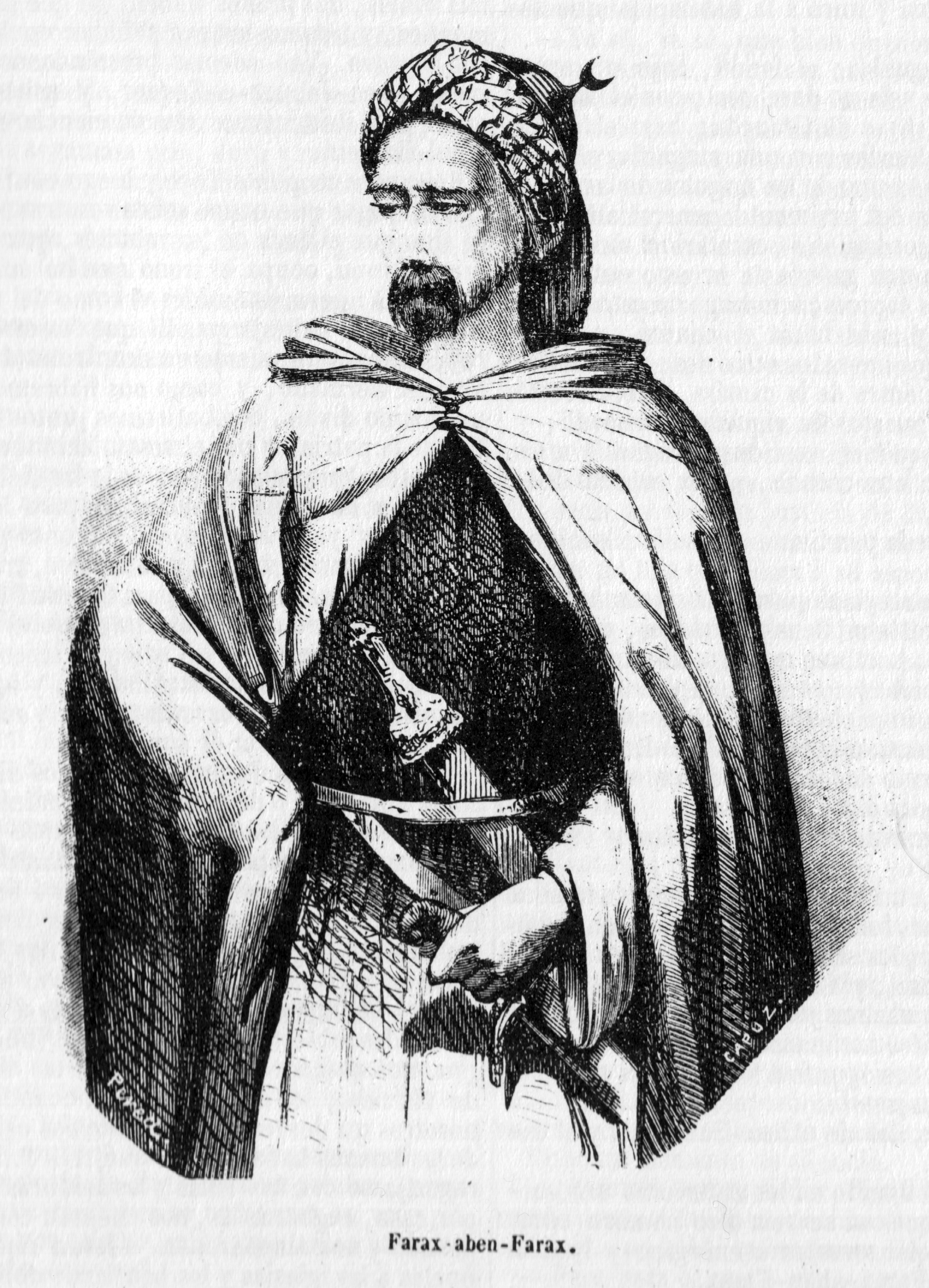
Ilustración de Los Motines de las Alpujarras de Manuel Fernández y González, 1859. Grabador: Tomás Carlos Capuz.

Farax Aben Farax (S.XVI-Granada, S.XVI), comandante morisco, fue alguacil mayor de Ibn Ummaya. Fue uno de los caudillos moros de la Rebelión de las Alpujarras y jefe de la todavía poderosa familia de los abencerrajes. Antes de la rebelión, ejercía de tintorero de arrebol en Granada; tenía su taller en el Rabal Albaida. Junto a Fernando el Zaguer, alcaide de Cádiar, Abén Aboo y Miguel Rojas, de Ujíjar encabezó la rebelión de los moros de la Alpujarra el día de jueves santo de 1568, pero la insurrección fue atajada por el Marqués de Mondéjar y el Conde de Tendilla, que lograron mantener a raya al Alabaícin por algún tiempo. Farag logró acceder al Albaicín, sublevando al barrio con la ayuda de genoveses, turcos y moros del Norte de África, siendo abortada su rebelión. A continuación, se encaminó a La Alpujarra, haciendo valer sus supuestos derechos al trono morisco, pues descendía de los Abencerrajes, entrando en pugna con Ibn Ummayya. Fue famoso por su crueldad en las batallas. El líder de la rebelión, Fernando de Córdoba y Válor, descendiente de los califas omeyas de Córdoba, que volvió a su nombre árabe de Aben Omeya —también Abén Humeya, le nombró alguacil mayor del reino. Al día siguiente de su nombramiento atacó el pueblo de Lanjarón y quemó la iglesia con muchos de sus habitantes dentro. Murió en enfrentamiento con las tropas de Juan de Austria tras un enfrentamiento con Iñigo López de Mendoza.